# KGHM Polska Miedź
KGHM Polska Miedź est une entreprise polonaise basée à Lubin, et faisant partie des principales entreprises spécialisées dans l'extraction de cuivre et d'argent au monde.
Elle fait partie de l'indice STX EU Enlarge 15, indice regroupant des entreprises des pays entrés dans l'Union Européenne le 1er mai 2004.